# Baulon
Baulon es una localidad y comuna francesa en la región administrativa de Bretaña, en el departamento de Ille y Vilaine y distrito de Redon.

## Historia
1378 : Escudo de Baulon «de vair au sautoir de gueules» 
Ya en el siglo XVIII se celebraban en Baulon tres ferias: la de Saint Blaise el 4 de febrero, la de Sainte Anne el 26 de julio y la de Sainte Croix el 14 de septiembre.

## Demografía
| 1033 | 893 | 867 | 907 | 1132 | 1324 |
| Para los censos de 1962 a 1999 la población legal corresponde a la población sin duplicidades (Fuente: INSEE [Consultar]) |     |     |     |      |      |